# 經緯航太
經緯航太科技股份有限公司（英語：GEOSAT Aerospace & Technology Inc.），總公司位於臺灣臺南市，早期為專業測繪製圖的服務廠商，為政府建置各類基礎圖資與電子地圖加值圖資，近年則投入大量人力、擴大機具設備投資進行生產、研發UAS無人載具系統。

## 創辦人
創辦人羅正方為美國德州大學奧斯汀航空太空工程博士，曾任國立成功大學衛星資訊研究中心執行長，曾多年服務於政府部門，歷練臺南市建設局長、交通部部長室簡任機要、以及國營企業漢翔航空工業公司總經理，在公共政策與智庫參與方面，曾任臺灣工程師協會會長、臺灣智庫執行委員、臺灣管理學會秘書長。

## 概況
該公司規模現為180人，總公司位在臺南市，分公司則在臺中(中部科學園區)、新竹(新竹科學園區)、臺北(辦事處)，進行智慧型載具之研發、生產、應用服務，以生產車載移動測繪系統(MMS)及無人機協助內政部國土測繪中心電子地圖之更新，主要銷售無人飛行載具(定翼機及旋翼機)及關鍵次系統(飛控系統、地面導控系統、資料傳輸系統及酬載設備)，提供空拍影像、測量、3D環景影像建置及各類圖資與系統建置服務，近年辦理國家發展委員會「規劃推動智慧國土整體發展計畫」委託辦理計畫案。

## 事件
- 2010年進行莫拉克災區重傷害災區基本圖測繪工作，使用推掃式ADS40 影像進行空中三角測量作業，成果提供國內主要4家航測公司進行後續之立體製圖及正射影像製作等作業。
- 2014年高雄氣爆事進行6km範圍高雄氣爆災害街區拍攝及影像正射作業，即時資料提供中央應變中心情資研判會使用。
- 2015年獲104年度經濟部產業創新成果《國家產業創新獎》。
- 2020年2月7日，執行「國產定翼型無人載具系統暨多元感測器建置作業」案無人機墜毀宜蘭凱旋國中體育館屋頂，無人員傷亡。

## 外部連結
- （繁體中文） 經緯航太科技官方網站 （页面存档备份，存于）
- （繁體中文） 經緯航太科技臉書專頁 （页面存档备份，存于）